# Wellington, Indien
Wellington är en ort i Indien.   Den ligger i distriktet Nilgiri och delstaten Tamil Nadu, i den södra delen av landet, 1 900 km söder om huvudstaden New Delhi. Wellington ligger 1 834 meter över havet och antalet invånare är 20 254.
Terrängen runt Wellington är kuperad åt nordväst, men åt sydost är den bergig. Runt Wellington är det tätbefolkat, med 762 invånare per kvadratkilometer. Närmaste större samhälle är Utakamand, 11,2 km nordväst om Wellington. Omgivningarna runt Wellington är en mosaik av jordbruksmark och naturlig växtlighet.